# Henryk Jankowski (duchowny)
Henryk Jankowski (ur. 18 grudnia 1936 w Starogardzie, zm. 12 lipca 2010 w Gdańsku) – polski duchowny rzymskokatolicki pochodzenia niemieckiego, kanonik, kapelan „Solidarności”, proboszcz parafii św. Brygidy w Gdańsku w latach 1970–2009.

## Życiorys

### Młodość
Wychował się w rodzinie wielodzietnej – miał siedem sióstr, w tym siostrę bliźniaczkę. Pochodzący z Lubawy ojciec, Antoni, tuż po wybuchu wojny został zatrzymany i skierowany do obozu dla jeńców cywilnych w Nowym Porcie, a po zwolnieniu jako eingedeutscht został wcielony do Wehrmachtu i w 1943 r., zginął na froncie wschodnim gdy Henryk Jankowski miał siedem lat. Matka, Jadwiga z domu Jeschwitz, narodowości niemieckiej, pochodziła z zamożnej gdańskiej rodziny kupieckiej i słabo znała język polski, dlatego w domu Jankowskich rozmawiało się w języku niemieckim. Henryk Jankowski był ministrantem m.in. w kościołach: św. Wojciecha oraz św. Mateusza w Starogardzie.
Naukę rozpoczął w niemieckiej Grundschule, a podstawowe wykształcenie uzyskał w 1952 w polskiej siedmioklasowej szkole. Był słabym uczniem, piątki miał tylko z religii, prac ręcznych i z zachowania. Ponieważ z nauką w gimnazjum było jeszcze gorzej, zmuszony był zmienić szkołę na wieczorową i podjąć pracę jako goniec w Państwowym Zakładzie Dezynfekcji i Deratyzacji. Maturę zdał w liceum wieczorowym, później pracował w urzędzie skarbowym w dziale egzekucji. Następnie starał się o przyjęcie do szkoły oficerskiej, ale nie został przyjęty. Odwołanie od decyzji też nie pomogło – zdaniem Bożeny Aksamit i Piotra Głuchowskiego prawdopodobnie szkodziło mu to, że ojciec był żołnierzem Wehrmachtu.

### Kapłaństwo
Po odmowie przyjęcia do szkoły oficerskiej, starał się o przyjęcie do seminarium w Pelplinie, nie został jednak przyjęty – powodem były zbyt niskie oceny w nauce oraz słabe posługiwanie się językiem polskim. W konsekwencji odesłany został do seminarium w Gdańsku-Oliwie, w którym rozpoczął naukę w 1958. Jako kleryk zajmował się oprowadzaniem niemieckich turystów po Gdańsku, którzy płacili markami. Święcenia kapłańskie otrzymał (warunkowo i bez tytułu magistra) 21 czerwca 1964 z rąk biskupa Edmunda Nowickiego. W uzyskaniu zgody biskupa na warunkowe wyświęcenie kleryka Jankowskiego (który nie zdał jeszcze wszystkich egzaminów, w tym rigorosum) pomógł ks. Antoni Baciński. Pracę rozpoczął Jankowski jako pomocnik proboszcza Józefa Zator-Przytockiego, jednak stosunki między nimi nie układały się prawidłowo. Powodem niechęci proboszcza do Jankowskiego, było jego wystawne życie i zarabianie pieniędzy na niemieckich turystach. Na swoją prośbę Jankowski został przeniesiony do parafii w Dolnym Mieście, gdzie pełnił obowiązki wikariusza, podobnie jak w parafii św. Barbary (1967–1970).
Kuria gdańska chcąc dźwignąć z ruin (brak wyposażenia, brak dachu) kościół św. Brygidy, mianowała na początku 1970 roku Jankowskiego administratorem parafii. Nominacja ta uzyskała zatwierdzenie przez Urząd do Spraw Wyznań WRN 17 marca 1970, kiedy Jankowski złożył ślubowanie dochowania wierności Polskiej Rzeczypospolitej Ludowej oraz przestrzegania jej porządku prawnego. Korzystając ze swych kontaktów i znajomości języka niemieckiego Jankowski pozyskał w RFN środki na jego odbudowę, w wyniku czego już w 1974 kościół był odgruzowany, uporządkowany i pokryty dachem. W roku 2000 wysunął koncepcję budowy w kościele wielkiego ołtarza głównego z bursztynu, a następnie koordynował jego powstawanie w pierwszej fazie.
16 listopada 2004 arcybiskup gdański odwołał go z urzędu proboszcza, podając w dekrecie jako powód „wykorzystywanie ambony dla celów pozaduszpasterskich” oraz „nieład etyczny na plebanii”. Ks. Jankowski odwołał się od tej decyzji do watykańskiej Kongregacji ds. Duchowieństwa, która w październiku 2005 podtrzymała decyzję arcybiskupa. Od decyzji tej ks. Jankowski odwołał się do Sygnatury Apostolskiej. Do momentu przejścia kapłana na emeryturę Stolica Apostolska nie zajęła stanowiska w tej sprawie, zatem do tego czasu ks. Jankowski formalnie nigdy nie przestał być proboszczem.
31 sierpnia 2009 ogłosił decyzję o przejściu na emeryturę i zrzeczeniu się probostwa z ostatnim dniem września. Uroczyste pożegnanie odbyło się 26 września 2009 w kościele pw. św. Brygidy. Pożegnalnej mszy świętej przewodniczył i homilię wygłosił ks. arcybiskup Sławoj Leszek Głódź. W uroczystości udział wzięli m.in. Danuta Wałęsa, Janusz Śniadek, Anna Walentynowicz, Jerzy Borowczak, Andrzej Jaworski, Andrzej Lepper i Lech Woszczerowicz.

### Działalność publiczna

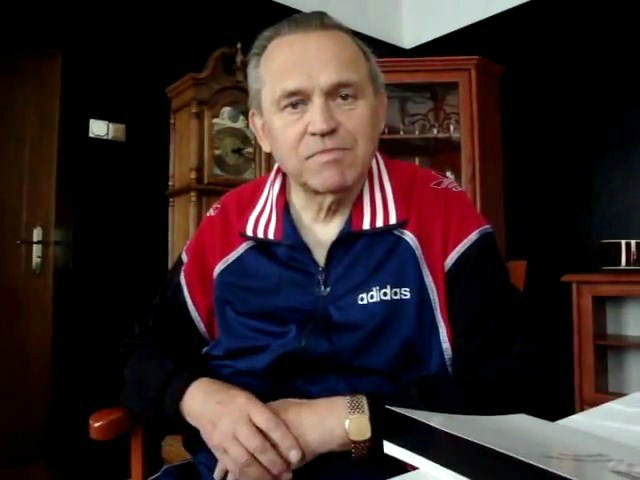
Henryk Jankowski (2010)

W 1971 zorganizował pielgrzymkę stoczniowców na Jasną Górę, co władze PRL odbierały jako gest polityczny odnoszący się do pacyfikacji protestów na Wybrzeżu. W 1975, w 5. rocznicę Grudnia 1970, jako jedyny kapłan diecezji gdańskiej odprawił mszę świętą w intencji ofiar tej zbrodni. 17 sierpnia 1980 odprawił mszę św. dla strajkujących robotników w Stoczni Gdańskiej, w czasie której kilkakrotnie apelował do rozsądku i postępowania w poczuciu odpowiedzialności za losy Ojczyzny. Aby nie drażnić robotników posiadanym Mercedesem, do stoczni pojechał pożyczonym białym Fiatem 125p. Odprawiał również msze codziennie każdego kolejnego dnia aż do zakończenia strajku. Według historyka Piotra Szubarczyka te Msze św. odsunęły niebezpieczeństwo załamania się strajku. Budowały solidarność strajkujących i nadzieję na zwycięstwo.
Związał się z otoczeniem Lecha Wałęsy, stając się jednym z jego najważniejszych doradców. W kwietniu 1981, dekretem prymasa Polski kard. Stefana Wyszyńskiego, został kapelanem Niezależnego Samorządnego Związku Zawodowego „Solidarność”. Pośredniczył w kontaktach pomiędzy władzami „Solidarności” a Episkopatem Polski. Po wprowadzeniu stanu wojennego w grudniu 1981, odprawił mszę świętą na terenie Stoczni Gdańskiej, namawiając strajkujących do zachowania spokoju. Następnie organizował pomoc dla osób represjonowanych w ramach Komisji Charytatywnej przy kościele św. Brygidy. Od 1982 współpracował z podziemnymi strukturami „Solidarności”. W latach 80. dzięki dobrym kontaktom ks. Henryka Jankowskiego z Polonią amerykańską do Gdańska trafiały transporty leków warte miliony dolarów, które przekazywano do pomorskich szpitali. Ksiądz Jankowski wspomagał także finansowo wiele osób (głównie działaczy „Solidarności”) oraz organizował kolonie dla dzieci.
Jego osoba była obiektem zainteresowania KC PZPR, na zlecenie którego w połowie września 1983 w „Głosie Wybrzeża” ukazał się na temat ks. Jankowskiego artykuł, pt. „Czerwona rzodkiewka”, w którym zaatakowano służbę ojca duchownego w niemieckiej armii. Była to część zakrojonej na szeroką skalę prowokacji wobec księdza. Niedługo potem gazeta zamieściła listy 20 pracowników Samodzielnej Grupy „D” Departamentu IV MSW, podszywających się pod głosy czytelników do redakcji, popierających wymowę artykułu. W październiku 1983 prokuratura wojewódzka w Gdańsku przedstawiła ks. Jankowskiemu zarzut działalności antypaństwowej. Postępowanie przeciwko niemu umorzono na mocy amnestii z 21 lipca 1984, a w 1992 Sąd Najwyższy w rewizji nadzwyczajnej wniósł o zmianę postępowania przez uniewinnienie duchownego.
Od 1983 rozpoczął organizowanie wraz z księdzem Jerzym Popiełuszką pielgrzymek robotników na Jasną Górę. W 1984 zmienił swój wizerunek, chodził obwieszony złotymi łańcuchami, medalami, a w jego ubiorze dominowały szkarłatne i purpurowe detale. Miał osobistego fryzjera oraz dostawcę ryb i słodyczy. W czasie pielgrzymki Jana Pawła II do Polski w 1987, w ramach akcji Zorza II o poczynaniach Jankowskiego informowało SB 37 tajnych współpracowników, w tym 9 kapłanów (tajnymi współpracownikami aparatu bezpieczeństwa PRL w Kurii Gdańskiej byli: ks. Wiesław Lauer ps. „Szejk”, ks. Tadeusz Hebel ps. „Bronisław”, ks. Jerzy Kühnbaum ps. Julian, ks. Witold Strykowski ps. „Śląski”, ks. Antoni Misiaszek ps. „Profesor”, ks. Władysław Matys ps. „Ludwik” i ks. Wiesław Mering ps. „Lucjan”).

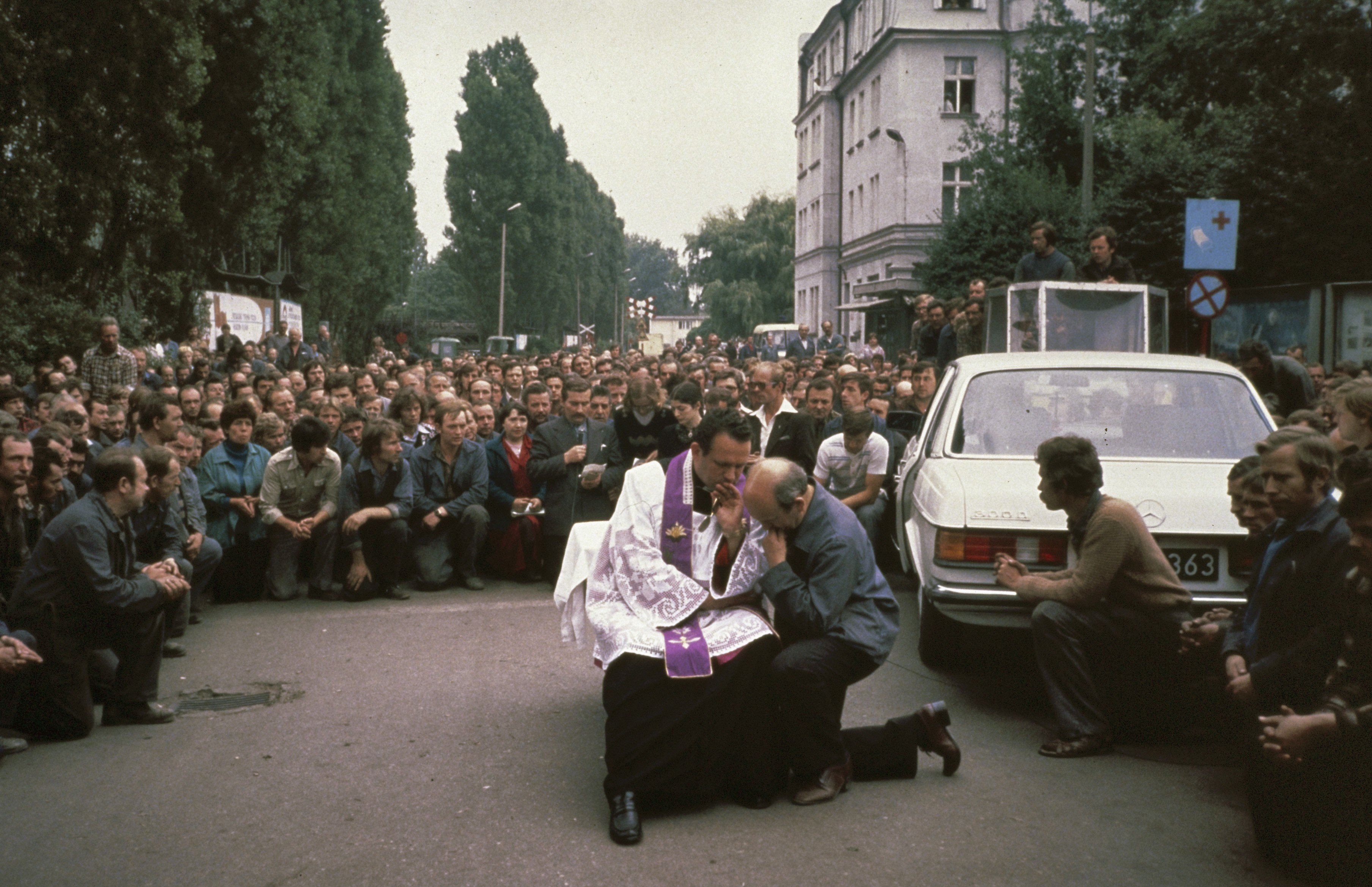
Henryk Jankowski spowiada stoczniowców w 1980

W 1988 udostępnił teren parafii Św. Brygidy na siedzibę Krajowej Komisji Wykonawczej NSZZ „Solidarność”, organizując ośrodek koordynujący ogólnopolską akcję strajkową. Na władanej przez siebie plebanii ks. Jankowski był gospodarzem spotkań Lecha Wałęsy i władz podziemia z czołowymi politykami ówczesnego świata m.in. Ronaldem Reaganem, Margaret Thatcher, Helmutem Kohlem, Tedem Kennedym czy Zbigniewem Brzezińskim.
W czerwcu 1989 został powołany na stanowisko ministra stanu w powołanym przez samozwańczego prezydenta Polski na wychodźstwie Juliusza Nowinę-Sokolnickiego „rządzie emigracyjnym”. W 1993 Jankowski znalazł się na 80. miejscu w rankingu najbogatszych Polaków.
Przewodniczył radzie nadzorczej Baltic Banku do momentu jego likwidacji z powodu niewypłacalności w 1993.
Od połowy lat 90. regularnie wspierał finansowo dziecięce szpitale i Dom Małego Dziecka im. Janusza Korczaka w Gdańsku. W 1992 wojewoda gdański Maciej Płażyński przekazał archidiecezji gdańskiej w użytkowanie II Dwór, tenże budynek dzięki inicjatywie księdza Jankowskiego przekazano we władanie zakonu brygidek z misją zbudowania klasztoru i centrum ekumenicznego, które otwarto w 1997.
W III RP aktywnie wypowiadał się na tematy polityczne. Był zwolennikiem pogodzenia się Lecha Wałęsy z Andrzejem Gwiazdą. Opowiadał się przeciwko wejściu Polski do Unii Europejskiej. Sympatyzował z ugrupowaniami prawicowymi oraz Samoobroną RP. Wspierał także w wyborach kandydatów Prawa i Sprawiedliwości.
W 2008, odchodząc z parafii św. Brygidy, sprzedał dwa garnitury. Wszystkie otrzymane pieniądze z ich sprzedaży przeznaczył na cele charytatywne. Dzień po pożegnalnej mszy świętej z okazji jego przejścia na emeryturę wyjechał wczesnym rankiem, zabierając ze sobą jedną teczkę z rzeczami osobistymi. 18 maja tego samego roku uczestniczył w manifestacji wraz ze stoczniowcami z NSZZ „Solidarność” w obronie Stoczni Gdańskiej.

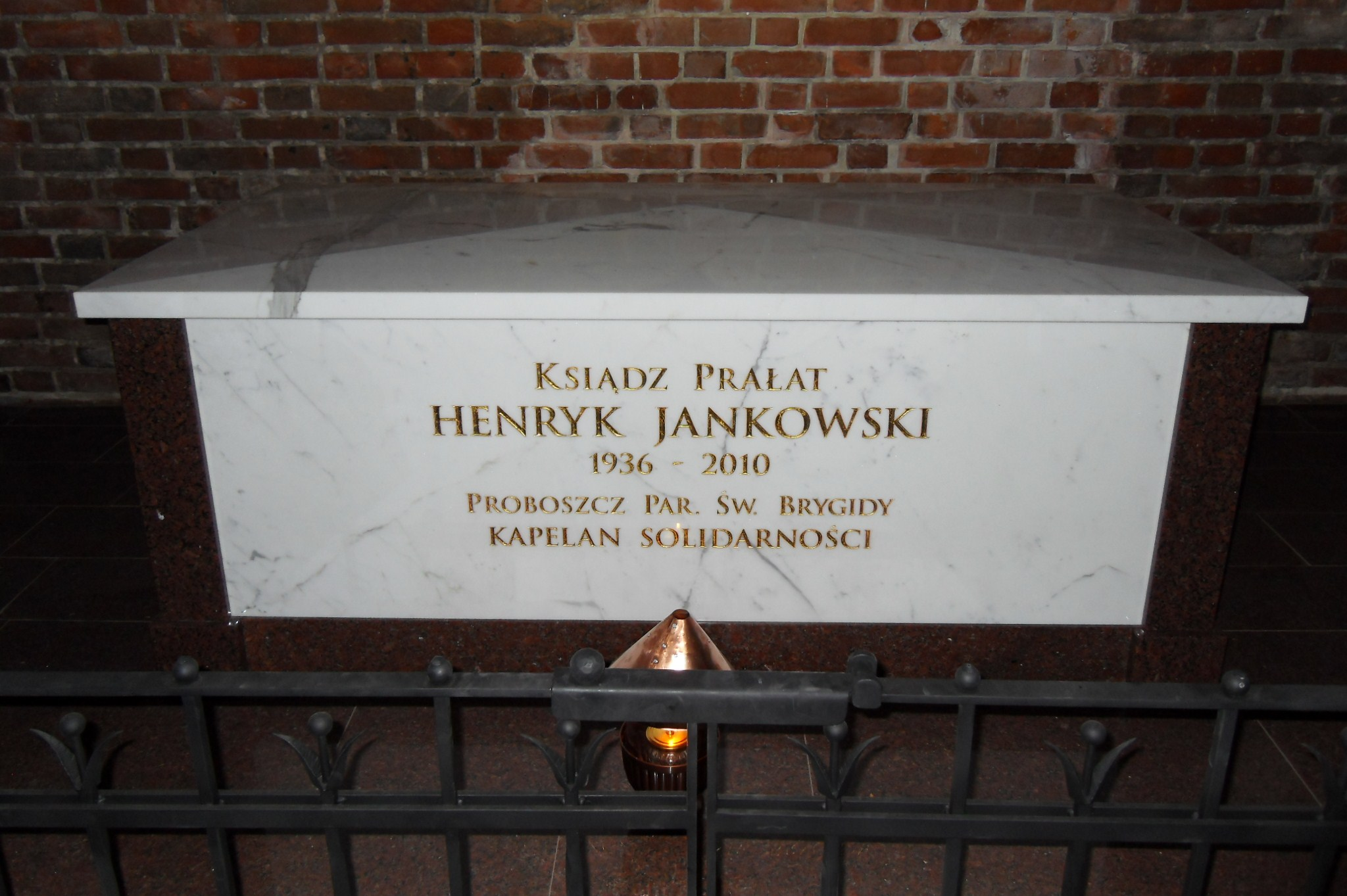
Nagrobek Henryka Jankowskiego w kościele św. Brygidy

### Choroba, śmierć i pogrzeb
Jankowski cierpiał na wiele schorzeń, w tym na cukrzycę. Z powodu jej zaawansowania kilka miesięcy przed śmiercią amputowano mu wszystkie palce w lewej nodze. Rok przed śmiercią jego stan zdrowia pogorszył się na tyle, że trafił do sopockiego hospicjum Caritasu. Zmarł 12 lipca 2010 o godz. 20.05, na plebanii parafii św. Brygidy, w otoczeniu kapłanów z parafii i przyjaciół. Uroczystości pogrzebowe zmarłego odbyły się 17 lipca 2010 w kościele św. Brygidy w Gdańsku pod przewodnictwem arcybiskupa Sławoja Leszka Głódzia. Wraz z nim mszę pożegnalną koncelebrowało trzech biskupów (Tadeusz Gocłowski, Jan Bernard Szlaga i Ryszard Kasyna). Obecni też byli: dyrektor Radia Maryja Tadeusz Rydzyk, trzech infułatów oraz wielu księży z całej Polski.

## Kontrowersje
Po 1989 roku Henryk Jankowski przez swoje działania zaczął być postrzegany jako postać kontrowersyjna. Kazania wygłaszane przez niego przez część środowisk uznawane były za antysemickie. W 1995 roku w czasie kazania w obecności prezydenta Lecha Wałęsy stwierdził, że gwiazda Dawida wpisuje się w symbolikę swastyki oraz sierpa i młota. Jego wypowiedź zauważono w USA w związku z czym prezydent Bill Clinton wystosował pismo do Światowego Kongresu Żydowskiego, pomimo tego brak było reakcji episkopatu.  O jego antysemityzmie pisała nawet prasa światowa, między innymi dziennik „The New York Times”, wyjaśniając że Jankowski traci reputację z powodu antysemickich uwag. Twierdził on np. że członkowie mniejszości żydowskiej nie mogą być tolerowani w polskim rządzie. Ta wypowiedź Jankowskiego spotkała się z krytyką ze strony prymasa Józefa Glempa. Jankowski należał do przeciwników Unii Europejskiej i był jednym z jej największych krytyków, także po przystąpieniu do niej Polski. Twierdził nawet, że Unia Europejska jest spiskiem zawiązanym w celu zniszczenia Polski.

### Sprawa fundacji
Po 1989 wielu działaczy NSZZ „Solidarność” zerwało z nim kontakty. Związał się wtedy z działaczem Młodzieży Wszechpolskiej Mariuszem Olchowikiem, który został prezesem fundacji Instytut im. Prałata Henryka Jankowskiego, zlikwidowanej w 2009 w związku z dopuszczaniem się przez kierownictwo Instytutu wielu nieprawidłowości prawnych i doprowadzeniem do dużych długów. Fundacja zajmowała się sprzedażą wody mineralnej i wina z wizerunkiem ks. Jankowskiego, a także książek o tematyce religijnej i patriotycznej. Na zlecenie Instytutu ks. prał. Henryka Jankowskiego z siedzibą w Warszawie Peter Raina wydał nawet książkę o Jankowskim, noszącą tytuł Teczka ks. Henryka Jankowskiego. Agenci SB w Kurii Gdańskiej. Z działalności tej nakazał wycofać się Jankowskiemu metropolita gdański arcybiskup Sławoj Leszek Głódź.

### Upolitycznienie Grobów Pańskich
W kwietniu 1995 wystawiony w kościele św. Brygidy Grób Pański Henryk Jankowski ozdobił czerwonym płótnem, na którym znalazły się flagi hitlerowskich Niemiec, ZSRR, swastyka, sierp i młot, gwiazda Dawida oraz skróty (SS, NSDAP, NKWD, KGB, UB, PPR, KRN, PZPR, SdRP, PSL, UP i UW). Twórczość Jankowskiego wywołała protesty polityków i prasy. Aleksander Małachowski napisał, że jest to sianie nienawiści, SdRP zauważyła, że są granice jątrzenia, kłamstwa i nienawiści, których nawet duchownym przekraczać nie wolno. Jacek Żochowski natomiast uznał twórczość Jankowskiego w kościele za bluźnierstwo i złożył protest na ręce prymasa. Instalacja spotkała się też z dezaprobatą arcybiskupa Tadeusza Gocłowskiego, który kazał ją usunąć. Litery tworzące skróty: SdRP, PSL, UP i UW, arcybiskup usunął osobiście.
W 2001 ks. Jankowski stworzył nowy Grób Pański, który przedstawiał miniaturę zwęglonej stodoły w Jedwabnem z ludzkim szkieletem. Arcybiskup Gocłowski nakazał duchownemu usunąć cytat z Nowego Testamentu: Żydzi zabili Pana Jezusa i Proroków i nas także prześladowali.
Ostatni Grób Pański ks. Jankowskiego powstał w 2004 i wyrażał sprzeciw wobec Unii Europejskiej.

### Zakaz głoszenia kazań
W 1997 został ukarany zakazem głoszenia kazań na 12 miesięcy przez arcybiskupa Tadeusza Gocłowskiego za uczynienie z ambony „trybuny politycznej”. Kara została na niego nałożona po krytyce jego różnorakich kazań ze strony części mediów, w tym „Gazety Wyborczej”. Znalazły się także środowiska broniące tych kazań i krytykujące media za wyrwanie fragmentów przemówień z kontekstu, wypaczając ich sens. Natomiast prokuratura uznała go winnym lżenia i poniżania Żydów, ale uznając, że to przestępstwo ma niewielki stopień szkodliwości społecznej, umorzyła postępowanie na okres próby wynoszący 2 lata. Po roku zakaz głoszenia kazań został cofnięty, jednak po sprzeciwie w mediach utrzymano karę. Ponowny zakaz głoszenia kazań miał zostać wydany w 2004, gdy odwołano go z urzędu proboszcza, choć w komunikacie Gdańskiej Kurii Metropolitalnej zaprzeczono temu. W 2008 w mediach pojawiła się informacja o ustnym uchyleniu zakazu przez nowego arcybiskupa gdańskiego Sławoja Leszka Głódzia. Potwierdził to sam hierarcha, który powiedział, że cofnięcie zakazu było „wewnętrzną sprawą parafii i diecezji”. Abp Gocłowski zaprzeczył jednakże, aby uprzednio wydał taki zakaz, choć w latach 2004–2008 ks. Jankowski faktycznie nie głosił kazań.

### Proces z Pawłem Huelle
W 2005 w Sądzie Okręgowym w Gdańsku Jankowski wytoczył proces dziennikarzowi Pawłowi Huelle o naruszenie dóbr osobistych. Jego zdaniem dobra osobiste miały naruszać, twierdzenia dziennikarza, że przemawia jak „gauleiter, gensek, a nie jak kapłan”, a za dobra materialne mógłby zamienić „polski paszport na paszport Volksdeutscha, Rosjanina czy Irakijczyka”. Huelle zarzucał też Jankowskiemu, że ten nie rozumie Ewangelii i przeciwstawia się ostentacyjnie nauczaniu papieża. Ostatecznie proces zakończył się niekorzystnie dla Jankowskiego. Huelle nie musiał zamieszczać na własny koszt w „Rzeczpospolitej” przeprosin, nie musiał też powoda przepraszać ani wpłacać pieniędzy katolickiej organizacji charytatywnej Caritas, o co wnosił Jankowski. Sąd natomiast obciążył kosztami postępowania Henryka Jankowskiego, który dodatkowo musiał zwrócić Pawłowi Huelle 1000 zł kosztów, które ten poniósł w związku z procesem.

### Oskarżenia o molestowanie i wykorzystywanie seksualne małoletnich
Jak podają autorzy raportu Fundacji Nie lękajcie się poświęconego problematyce pedofilii osób duchownych, pod koniec 2003 do sądu w Gdańsku zgłosili się rodzice małoletniego chłopca, którzy zaniepokojeni jego zachowaniem domagali się przymusowego leczenia syna. W trakcie czynności sądowych wyszło na jaw, że chłopiec od 2001, mając wówczas 13 lat, nocował na plebanii ks. Jankowskiego, spał z nim w jednym łóżku, jeździł z księdzem za granicę, otrzymywał prezenty oraz pomoc finansową. Na plebanii przebywali i nocowali również inni chłopcy w podobnym wieku. Po otrzymaniu tych informacji prokurator wszczął postępowanie w sprawie oskarżeń formułowanych przez byłego ministranta, które nie było prowadzone przeciwko konkretnej osobie. W czasie śledztwa przeszukano plebanię, znaleziono wtedy: amunicję różnego kalibru (Jankowski nie miał pozwolenia na broń), plik papierów ze złożonym in blanco podpisem przeora klasztoru w Częstochowie i kasety video. W prokuraturze ustalono, że na kasetach jest nagrany film pornograficzny – ale bez udziału dzieci. Wyszedł też na jaw fakt spożywania alkoholu i zażywania narkotyków przez ministrantów.
W grudniu 2004 prokurator Prokuratury Okręgowej w Elblągu umorzyła śledztwo, powołując się na opinię biegłego seksuologa Zbigniewa Lwa-Starowicza: Zachowanie polegające na całowaniu w usta, klepaniu po pośladkach, przyciąganiu mocno do siebie i jednocześnie przytulaniu do klatki piersiowej oraz głaskaniu po twarzy miały charakter publiczny. Wyżej wymienione zachowania księży wobec chłopców są dość często spotykane i w wielu przypadkach nie mają charakteru seksualnego, bywają formą okazywania bliskości. Poruszaną przez media sprawę molestowania i wykorzystywania seksualnego nieletnich przez Jankowskiego, sam zainteresowany uznawał za kampanię oszczerstw prowadzoną przez Żydów i judeo-komunistów.
W 2013 materiały postępowania prokuratorskiego opublikował historyk i przyjaciel ks. Jankowskiego, Peter Raina, jak podkreślił, wykonując wolę zmarłego księdza. W książce zostały upublicznione m.in. protokoły zeznań świadków i opinii biegłych wraz ze wszystkimi danymi osobowymi małoletnich osób związanych z tą sprawą.
3 grudnia 2018 sprawa tego śledztwa została opisana w artykule pod tytułem „Sekret Świętej Brygidy. Dlaczego Kościół przez lata pozwalał księdzu Jankowskiemu wykorzystywać dzieci?” w „Dużym Formacie”, cotygodniowym dodatku do „Gazety Wyborczej”. Opisano tam również inne podejrzenia dokonania przez ks. Jankowskiego czynów pedofilskich i zarzuty o wykorzystywanie seksualne małoletnich. W artykule przedstawiono między innymi:
- zarzut zmuszania do stosunków seksualnych 12-letniej dziewczynki
- historię samobójstwa ciężarnej 16-latki, która – według relacji gazetowej – miała być wykorzystywana przez księdza.

Po ukazaniu się artykułu w „Dużym Formacie” w mediach ujawniła się kolejna kobieta oskarżająca księdza. Według niej Jankowski molestował ją, gdy miała zaledwie 6 lat.
Zdaniem gdańskiej działaczki kulturalnej Lidki Makowskiej wiedza o zachowaniach księdza Jankowskiego wobec osób małoletnich była w Trójmieście powszechna już w latach 90., jednak jego pozycja społeczna, bliskie kontakty z ludźmi władzy powodowały, że nie podjęto stanowczych działań, by temu zapobiec.
W grudniu 2018 Michał Wojciechowicz ogłosił, że w latach 80. był wykorzystywany seksualnie przez ks. Jankowskiego i zażądał demontażu jego pomnika w Gdańsku. 21 lutego 2019 w ramach obywatelskiego nieposłuszeństwa pomnik Jankowskiego w Gdańsku został obalony.
Historyk Andrzej Friszke stwierdził, że „Ksiądz Jankowski był pedofilem i o tym wszyscy wiemy, ponadto był agentem bezpieki zwłaszcza w latach 1980–1981, a na te wszystkie zarzuty mamy dowody, więc jest ponurą postacią tamtych czasów”. Danuta Wałęsa na temat nieodpowiedniego zachowania Jankowskiego jako księdza, mówi: Najbardziej bolały mnie zachowania księdza w obecności kobiet i dorastających dzieci. Potrafił wypowiadać obleśne słowa. Niestety, sama musiałam tego doświadczyć. Byłam oburzona. Jego wulgarne zachowanie odnotowali też dziennikarze.
W debacie publicznej na przestrzeni lat pojawiały się również głosy dezawuujące oskarżenia formułowane wobec ks. Jankowskiego. Opinie w jego obronie wygłaszali publicznie m.in. Lech Wałęsa, Anna Walentynowicz i Jerzy Borowczak. W reakcji na reportaż dziennikarzy „Gazety Wyborczej” dotyczący oskarżeń ks. Jankowskiego o pedofilię, jego siostry skierowały w lutym 2019 pozew przeciwko autorom tekstu, domagając się przeprosin. Proces w tej sprawie rozpoczął się w czerwcu 2022 przed Sądem Okręgowym w Gdańsku. W marcu 2023 sąd wydał wyrok, w którym częściowo uwzględnił roszczenie sióstr ks. Jankowskiego, stwierdzając, że dziennikarze „Gazety Wyborczej” naruszyli ich dobra osobiste poprzez niedochowanie obowiązkowej szczególnej staranności i rzetelności przy zbieraniu i wykorzystywaniu materiałów prasowych, a także nakazał publikację przeprosin i usunięcie fragmentów artykułu z Internetu.
W 2019 „Rzeczpospolita” ujawniła, że jedna z osób oskarżających ks. Henryka Jankowskiego o wykorzystanie seksualne, została uznana przez prokuraturę za niewiarygodną z powodu weryfikacji informacji podawanych w innych sprawach jako nieprawdziwe (w tym oskarżeń o gwałt kierowanych wobec jednego z polityków SLD), ale mimo to wiele mediów, w tym „Gazeta Wyborcza” i „Newsweek Polska” nadal cytowały w swoich publikacjach oskarżenia tej osoby wobec kapłana.

### Kontakty z SB

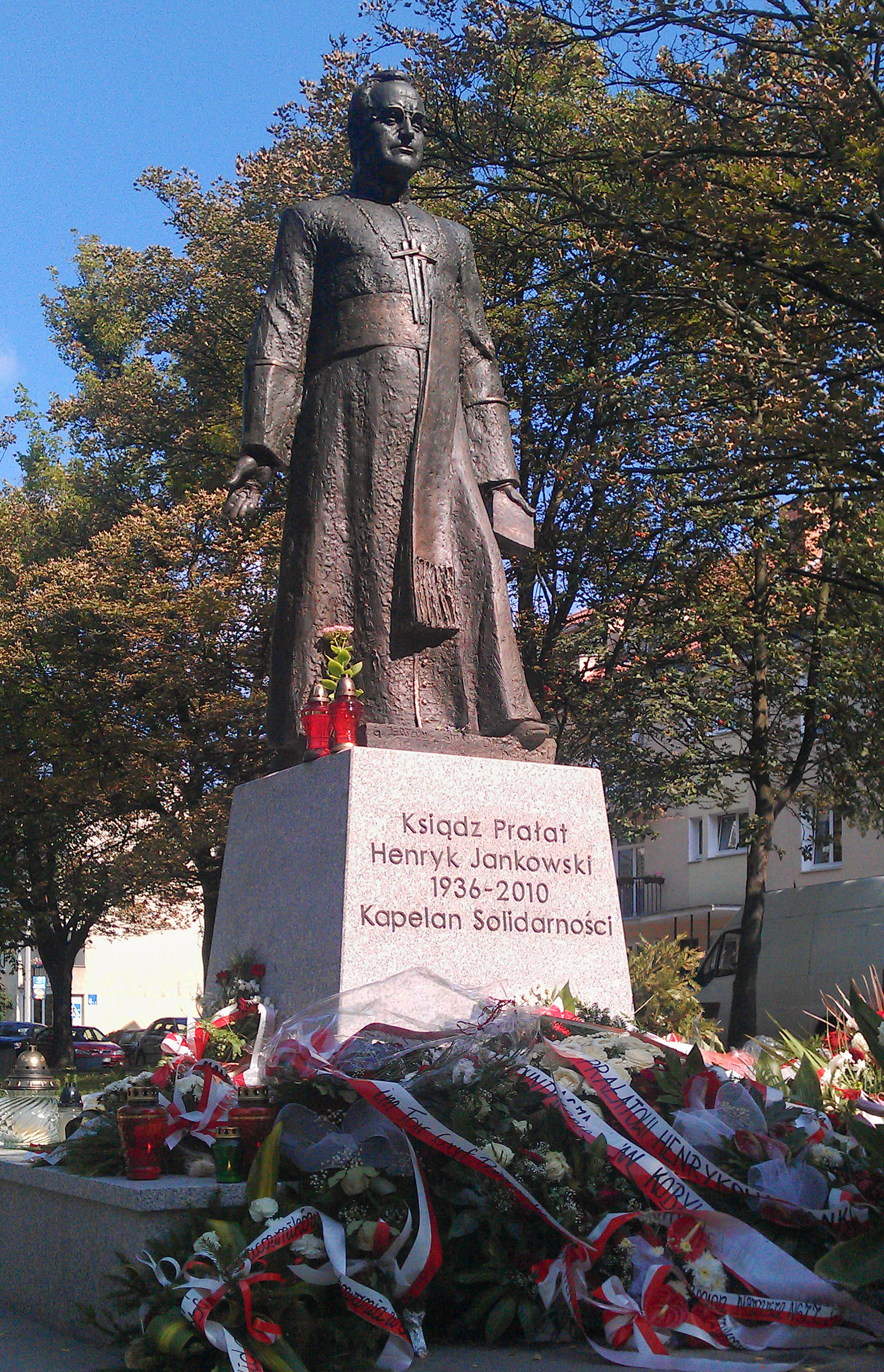
Pomnik Henryka Jankowskiego autor Giennadij Jerszow 2019 usunięty ze skweru w Gdańsku

Według Grzegorza Majchrzaka z IPN Jankowski był traktowany przez SB jako kontakt operacyjny o pseudonimie „Libella” vel „Delegat” od grudnia 1980 do maja 1982, ale jednocześnie nie ma dowodów, aby był współpracownikiem SB lub był traktowany przez komunistyczne służby jako agent wpływu. Według Andrzeja Friszke Jankowski był agentem SB zwłaszcza w latach 1980–1981. W opinii Jana Żaryna duchowny próbował prowadzić grę z organami bezpieczeństwa PRL, której celem była realizacja jego koncepcji politycznych zakładających m.in. próby szukania porozumienia pomiędzy władzami, opozycją i Kościołem. Ks. Tadeusz Isakowicz-Zaleski stwierdził, że Jankowski świadomie nie współpracował z SB, ale mógł nie mieć informacji, że bezpieka uważała go za kontakt operacyjny.
Bogdan Borusewicz uważa, że Jankowski został zwerbowany przez funkcjonariuszy aparatu bezpieczeństwa PRL przy użyciu szantażu na tle obyczajowym, wiedzieli bowiem oni że: „Jankowski maca dzieci”. Zdaniem Bogdana Borusewicza Jankowski wskazał w 1984 Służbie Bezpieczeństwa osobę, która miała bezpośredni kontakt z ukrywającym się wówczas Borusewiczem i której obserwacja miała ją do niego doprowadzić. Przeciwną opinię w tym zakresie wygłaszał inny działacz opozycji Jerzy Borowczak, którego zdaniem Jankowski nie współpracował z SB, a denuncjacja łączniczki Bogdana Borusewicza wynikała z jej nieostrożności oraz podsłuchów zainstalowanych w parafii św. Brygidy przez SB.

## Odznaczenia i tytuły honorowe
31 sierpnia 1984 został odznaczony przez prezydenta RP na uchodźstwie Krzyżem Komandorskim Orderu Odrodzenia Polski.
Otrzymał cztery doktoraty honoris causa: Uniwersytetu Stanowego Kentucky (1988), Katolickiego Uniwersytetu św. Jerzego w Waszyngtonie (1989), Uniwersytetu Notre Dame (1993) i Cesarskiej Akademii w Tokio (1996).
W latach 80., wspólnie z Lechem Wałęsą, przyjął z rąk Juliusza Nowiny-Sokolnickiego (samozwańczego prezydenta RP na wychodźstwie) prywatny Order Świętego Stanisława. 3 maja 1989 polityk ten mianował go kontradmirałem. W 1998 otrzymał medal Polonia Mater Nostra Est.
Henryk Jankowski był przewodniczącym kapituły Orderu św. Brygidy w Gdańsku, która wręcza prywatne odznaczenie – Order Świętej Brygidy.
W 1990 został kapelanem Jego Świątobliwości.
15 grudnia 2000 otrzymał tytuł Honorowego Obywatela Gdańska. W 2015 pośmiertnie przyznano mu również tytuł honorowego obywatela Starogardu Gdańskiego.
10 maja 2007 został odznaczony przez ministra Romana Giertycha Medalem Komisji Edukacji Narodowej. Region Gdański NSZZ „Solidarność” kilkakrotnie wnioskował o odznaczenie ks. Jankowskiego wysokim odznaczeniem państwowym, w tym Orderem Orła Białego, na co jednak nie wyraził zgody prezydent Lech Kaczyński.
31 sierpnia 2012, w rocznicę podpisania porozumień sierpniowych w Gdańsku, został odsłonięty pomnik Księdza Prałata Henryka Jankowskiego. Model figury kapłana wykonał Giennadij Jerszow, ukraiński artysta i przyjaciel księdza. Postument powstał w Kijowie.
Na skutek publikacji medialnych prezentujących oskarżenia o molestowanie i wykorzystywanie seksualne małoletnich przez ks. Henryka Jankowskiego, 7 marca 2019 Rada Miasta Gdańska zdecydowała o pośmiertnym pozbawieniu go tytułu honorowego obywatela miasta, a także o rozbiórce jego pomnika (co nastąpiło dzień później) oraz zmianie nazwy skweru, przy którym stał pomnik, który w latach 2011–2019 nosił imię Księdza Henryka Jankowskiego.